# Hyporthodus niveatus
Hyporthodus niveatus là một loài cá biển thuộc chi Hyporthodus trong họ Cá mú. Loài này được mô tả lần đầu tiên vào năm 1828. Loài này trước đây được đặt trong chi Epinephelus.

## Phân bố và môi trường sống
H. niveatus có phạm vi phân bố rộng rãi ở Tây Đại Tây Dương. Loài này được tìm thấy từ bang Virginia (Hoa Kỳ), dọc theo bờ biển đông nam Hoa Kỳ (bao gồm Bermuda), trải dài xuống khắp vịnh Mexico và biển Caribe, đến Guiana thuộc Pháp. Ở Nam Mỹ, có mặt ở ngoài khơi Brazil, từ Rio Grande do Norte, bang São Paulo đến Santa Catarina. H. niveatus sống đơn độc xung quanh các rạn san hô và đá ngầm ở vùng nhiều đá sỏi, độ sâu khoảng từ 10 đến 525 m, nhưng phổ biến nhất là trong khoảng từ 100 đến 200 m. Cá con có thể được tìm thấy ở vùng nước nông.
H. niveatus bị đánh bắt quá mức ở hầu hết phạm vi phân bố của loài này. Tổng sinh khối của H. niveatus ở Hoa Kỳ đã giảm 59% trong khoảng thời gian 1976 - 2013 (37 năm). Do có các biện pháp bảo tồn, tỉ lệ tử vong của H. niveatus đã giảm xuống đủ để số lượng của H. niveatus phục hồi tại khu vực này. Ở phía đông nam Brazil, ít nhất 64% số lượng loài này đã biến mất kể từ năm 2002, và sự sụt giảm này dự kiến sẽ tiếp tục. Vì lý do đó mà H. niveatus được xếp vào Loài sắp nguy cấp.

## Mô tả
H. niveatus trưởng thành có chiều dài cơ thể lớn nhất đo được là 122 cm. Cá mái trưởng thành tình dục khi được 3 - 5 tuổi (chiều dài khoảng 45 – 57 cm). Cá thể sống thọ nhất được biết đến cho đến nay là 54 năm tuổi.
Số gai ở vây lưng: 11; Số tia vây mềm ở vây lưng: 13 - 15; Số gai ở vây hậu môn: 3; Số tia vây mềm ở vây hậu môn: 9; Số tia vây mềm ở vây ngực: 18 - 19; Số vảy đường bên: 65; Số lược mang: 22 - 26.